# Parafia Nawiedzenia Najświętszej Maryi Panny w Mielęcinie
Parafia pw. Nawiedzenia Najświętszej Maryi Panny w Mielęcinie – parafia rzymskokatolicka należąca do dekanatu Lipiany, archidiecezji szczecińsko-kamieńskiej, metropolii szczecińsko-kamieńskiej. W parafii posługują księża archidiecezjalni. Według stanu na wrzesień 2018 proboszczem parafii był ks. Edward Masny. Obecnie (2023 r.) proboszczem parafii jest ks. Piotr Szatkowski.                                                                                       

## Miejsca święte

### Kościół parafialny
Kościół Nawiedzenia Najświętszej Maryi Panny w Mielęcinie

### Kościoły filialne i kaplice
- Kościół Niepokalanego Serca Najświętszej Maryi Panny w Nowielinie[1]
- Kościół św. Maksymiliana Marii Kolbego w Pstrowicach[1]